# Mistrzostwa Ameryki Północnej, Środkowej i Karaibów kadetek w piłce siatkowej
Mistrzostwa Ameryki Północnej, Środkowej i Karaibów kadetek w piłce siatkowej (ang. NORCECA U-19 Girls’ Volleyball Championship lub Girls' Youth NORCECA Volleyball Championship) – międzynarodowy turniej siatkarski, w którym biorą udział żeńskie reprezentacje narodowe U-18 federacji należących do NORCECA. Pierwsze mistrzostwa odbyły się w 1998 roku w Portoryko. Od tego czasu odbywają się co dwa lata.
Podczas dotychczas rozegranych ośmiu turniejów dwie reprezentacje sięgały po tytuł. Najbardziej utytułowanym zespołem są Stany Zjednoczone, które wygrywały siedmiokrotnie.

## Medalistki
| Rok  | Gospodarz         | 1. miejsce        | 2. miejsce        | 3. miejsce |
| ---- | ----------------- | ----------------- | ----------------- | ---------- |
| 1998 | Portoryko         | Stany Zjednoczone | Portoryko         | Kanada     |
| 2000 | Dominikana        | Portoryko         | Stany Zjednoczone | Dominikana |
| 2002 | Stany Zjednoczone | Stany Zjednoczone | Dominikana        | Portoryko  |
| 2004 | Portoryko         | Stany Zjednoczone | Portoryko         | Meksyk     |
| 2006 | Stany Zjednoczone | Stany Zjednoczone | Dominikana        | Portoryko  |
| 2008 | Portoryko         | Stany Zjednoczone | Meksyk            | Dominikana |
| 2010 | Gwatemala         | Stany Zjednoczone | Meksyk            | Portoryko  |
| 2012 | Meksyk            | Stany Zjednoczone | Dominikana        | Meksyk     |
| 2014 | Kostaryka         | Dominikana        | Stany Zjednoczone | Meksyk     |
| 2016 | Portoryko         | Dominikana        | Stany Zjednoczone | Meksyk     |
| 2018 | Honduras          | Stany Zjednoczone | Kanada            | Kuba       |

## Klasyfikacja medalowa
| Lp.   | Państwo           | Złoto | Srebro | Brąz | Razem |
| ----- | ----------------- | ----- | ------ | ---- | ----- |
| 1     | Stany Zjednoczone | 7     | 2      | 0    | 9     |
| 2     | Portoryko         | 1     | 2      | 3    | 6     |
| 3     | Dominikana        | 1     | 3      | 2    | 6     |
| 4     | Meksyk            | 0     | 2      | 3    | 5     |
| 5     | Kanada            | 0     | 0      | 1    | 1     |
| Razem | Razem             | 9     | 9      | 9    | 27    |